# Неизвестная (фильм, 2016)
Неизвестная (фр. La Fille inconnue) — бельгийский драматический фильм, снятый братьями Дарденн. Мировая премьера ленты состоялась 18 мая 2016 на Каннском кинофестивале. В России фильм вышел 17 ноября 2016 года.

## Сюжет
Фильм рассказывает о женщине-враче по имени Женни, которая становится невольной виновницей гибели неизвестной девушки: та пыталась укрыться в поликлинике от преследователя, но дверь по настоянию Женни не открыли, так как время приёма пациентов закончилось. Теперь Женни пытается понять, почему девушку убили.

## В ролях
| Актёр            | Роль         |
| ---------------- | ------------ |
| Адель Анель      | Женни        |
| Оливье Гурме     | сын Ламберта |
| Фабрицио Роджоне | доктор Рига  |
| Тома Доре        | Люка         |
| Кристель Корниль | мать Брайана |
| Жереми Ренье     | отец Брайана |